# Nicola Zagame
Nicola Maree « Ziggy » Zagame, née le 11 août 1990 à Sydney, est une joueuse australienne de water-polo. 

## Palmarès
- Jeux olympiques d'été de 2012 à Londres
  -  médaille de bronze au tournoi olympique